# Promachus nigrialbus
Promachus nigrialbus là một loài ruồi trong họ Asilidae. Promachus nigrialbus được Martin miêu tả năm 1970.